# 岡山電気軌道7900形電車
岡山電気軌道7900形電車（おかやまでんききどう7900がたでんしゃ）は岡山電気軌道の路面電車車両。岡山電気軌道の主力車両である。

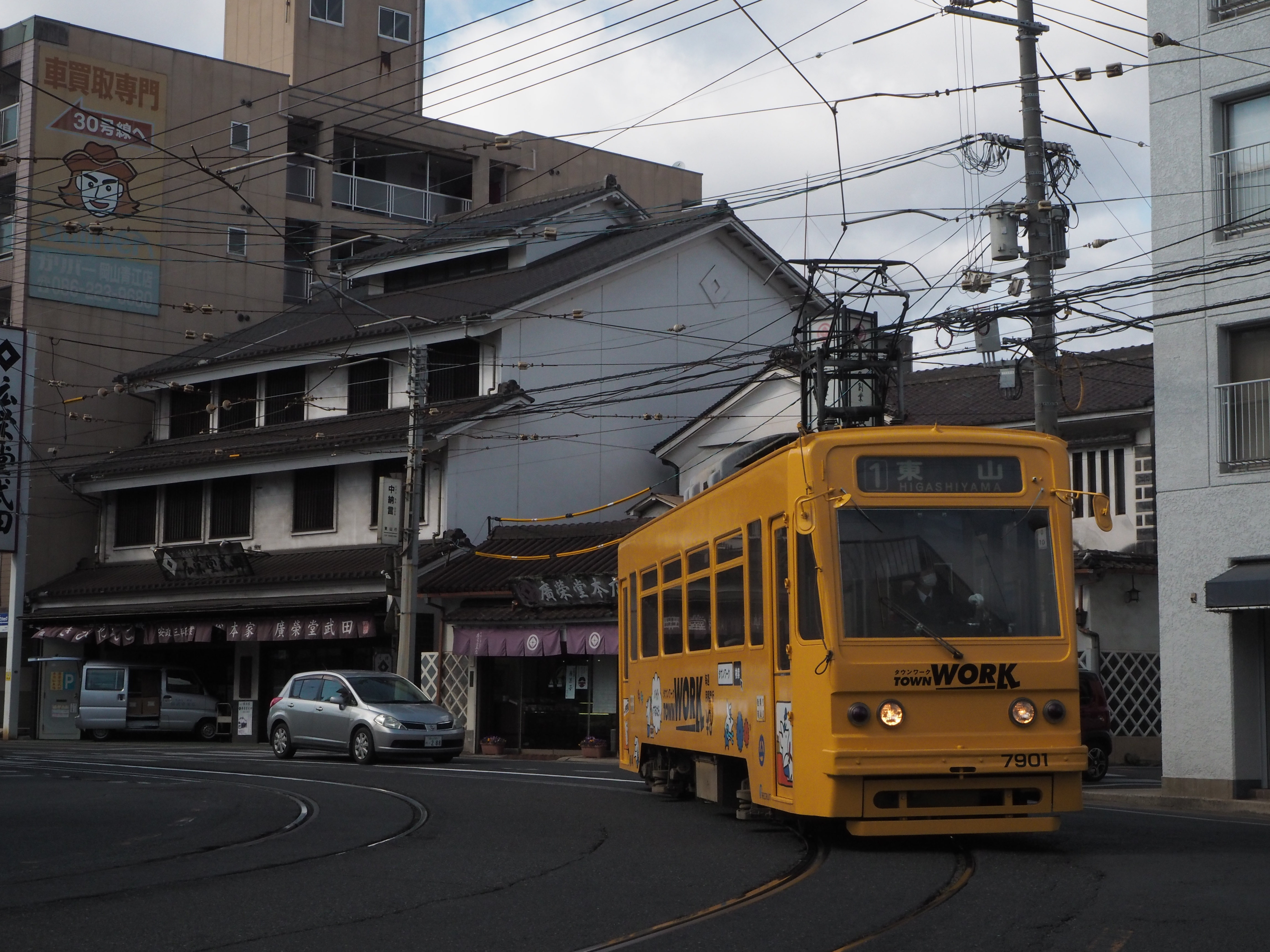
7900形7901号

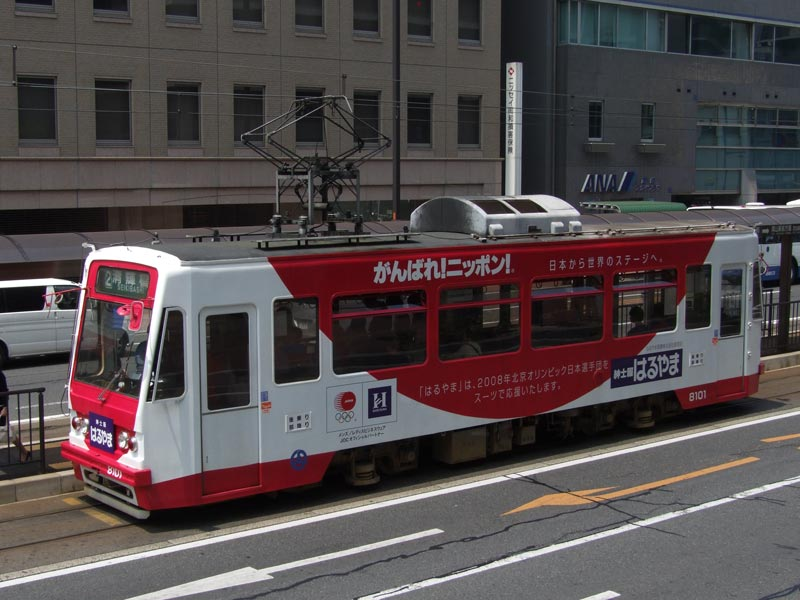
7900形8101号

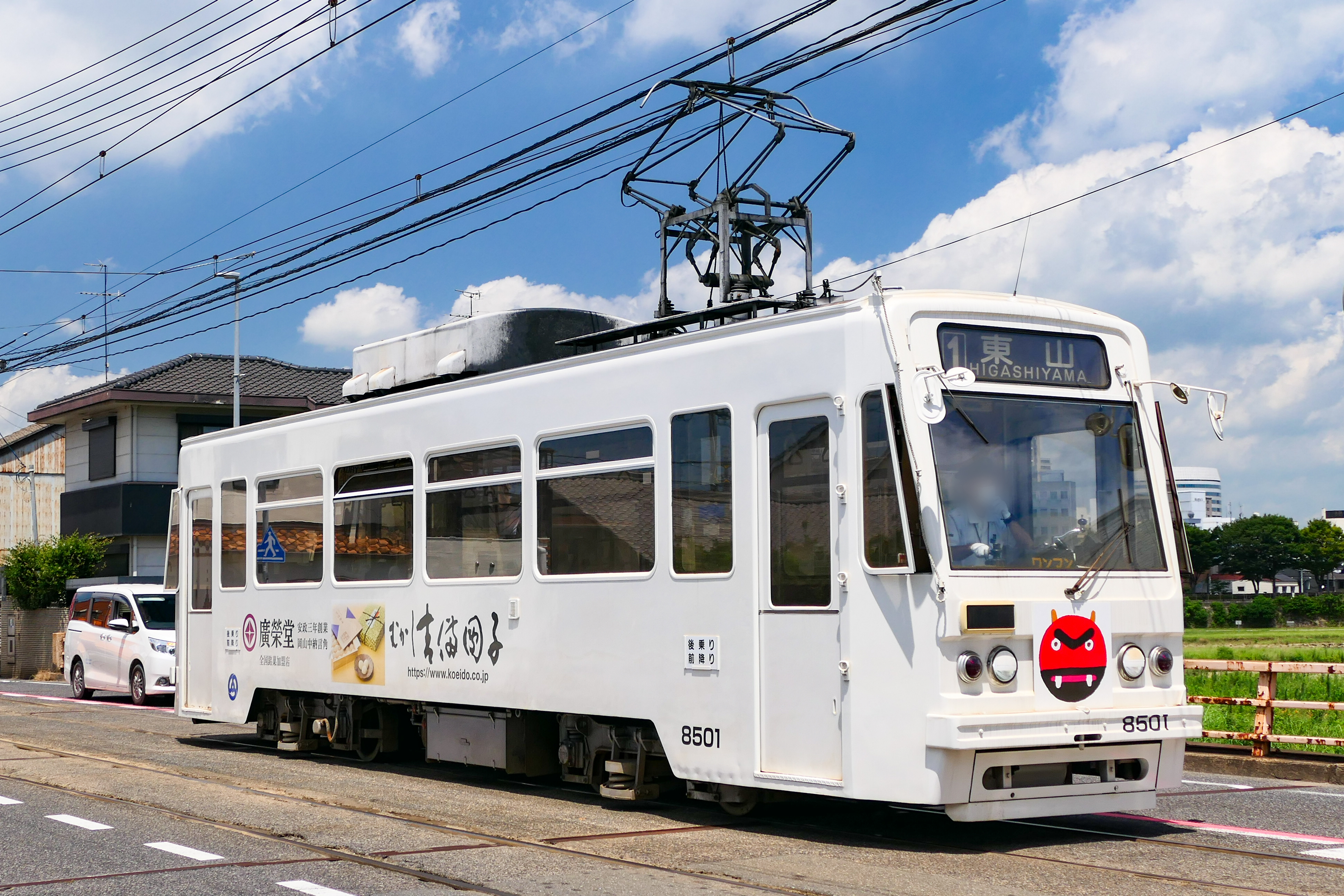
7900形8501号(最終増備車)

1989年の7901を皮切りに、8101（1991年）・8201（1992年）・8301（1993年）・8501（1995年）と5回に分けて計5両がアルナ工機で製造された。
老朽化した岡軌3000型（元東武100型）の代替用として、同形式の主要機器を流用して新造されており、車体は7600形・7700形とほぼ同一形態であるが、夜間運行時の室内照明の写り込みによる乗務員の視認障害防止を目的として、前面の傾斜角が増大するなど細部の改良が施されている。
台車は全車とも種車の新扶桑金属工業KS-40Jを流用せず、形鋼溶接構造の軸ばね式台車であるアルナ工機NK-202を新製の上で装着するが、主電動機は種車の東洋電機製造TDK-532-B（端子電圧600V時一時間定格出力45kW/905rpm）を第2・3軸に外掛けで装架する。
また、抵抗器は岡軌3000型のグリッド抵抗器を廃棄し、軽量のリボン抵抗器に置き換えている他、制御器も7901・8101については竣工当初は岡軌3000型の東洋電機製造DBI-LBK4直接制御器を搭載したものの、8201以降は1992年の西日本鉄道北九州線第2次部分廃止時に廃車となった同社600形からの発生品である日立製作所DR BC-447に変更されており、7901・8101についても後の定期検査時に交換されている。このため、旧岡軌3000型由来の機器は主電動機とパンタグラフ程度に限られている。
冷房装置は8301までは岡軌7100型以来の富士電機FDA2220-1A（冷凍能力20,000kcal/h）を搭載していたが、1994年の酷暑で冷房能力の不足が問題となったことから、最終増備の8501のみ冷凍能力22,000kcal/hのモデルに変更されている。
ラッピング車両
2024年3月12日から、中国銀行の広告ラッピング車両「ももちゅ号」が運転される。7901号に「ちゅうぎんアプリ」のラッピングを施し、車内にも「ちゅうぎんアプリ」の機能などを紹介する広告を全面展開している。